# Viselská kosa

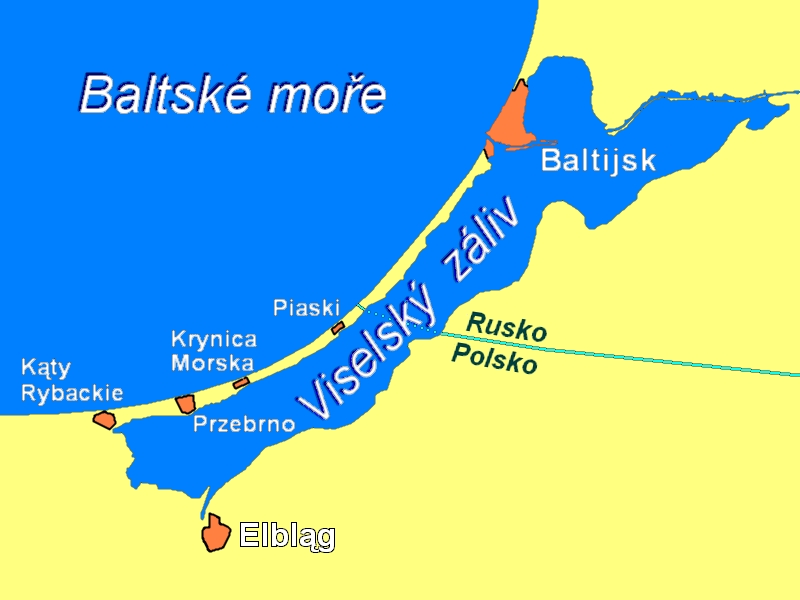
Viselská kosa - mapka

Viselská kosa či Viselský poloostrov (polsky Mierzeja Wiślana, Półwysep Wiślany, rusky Балтийская коса, transkripce Baltijskaja kosa nebo dříve německy Frische Nehrung a nebo dříve polsky Mierzeja Świeża či Mierzeja Fryska) je písečná kosa rozdělená mezi Polskem a Ruskem. Touto kosou prochází od roku 2022 průplav, který je nazýván Nový Svět a který umožňuje lepší spojení přístavu v Elblągu a okolních přístavů s Baltským mořem. Viselská kosa je součástí pobřežního geomorfologického celku Mierzeja Wiślana.

## Poloha, geomorfologie a rozměry kosy
Viselská kosa leží na jihovýchodním pobřeží Baltského moře, od něhož odděluje Viselský záliv. Spolu s ním je pak součástí Gdaňského zálivu. Polská část patří do nížiny Pobrzeże Gdańskie.
Délka kosy je asi 60 km. Šířka se pohybuje mezi 600 metry a 2 kilometry. Východní část kosy náleží k území Ruska, přesněji řečeno ke Kaliningradské oblasti. Státní hranice mezi oběma zeměmi leží asi 25 km od špice kosy směrem na západ. Na hranici s polskou částí Viselské kosy leží nejzápadnější bod Ruska.
Nejvyšším bodem Viselské kosy je nejvyšší stálá duna v Evropě Wielbłądzi Grzbiet, která se nachází na severovýchodním okraji města Krynica Morska. Její vrchol je v nadmořské výšce 49,5 m.

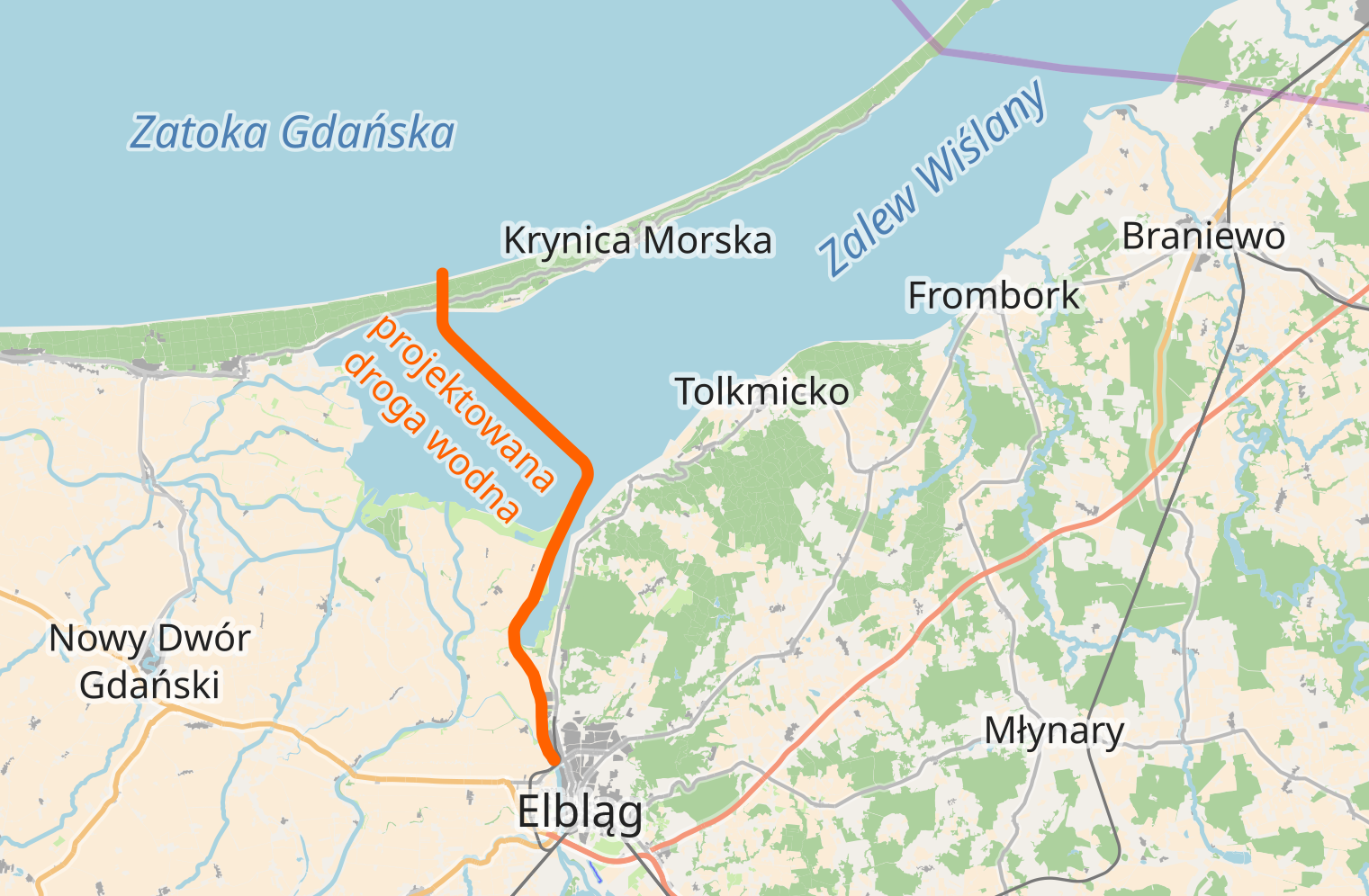
Projekt vodní cesty a kanálu

## Dopravní obslužnost
Spojení kosy s Polskem zajišťuje silnice číslo 501, která končí v městské části Piasky, několik kilometrů před hranicí s Ruskem. V současné době nelze přejít či přejet z polské části kosy do ruské a naopak. Jedná se o zřízení hraničního přechodu, který by umožnil spojení mezi oběma částmi kosy.

## Plavební kanál

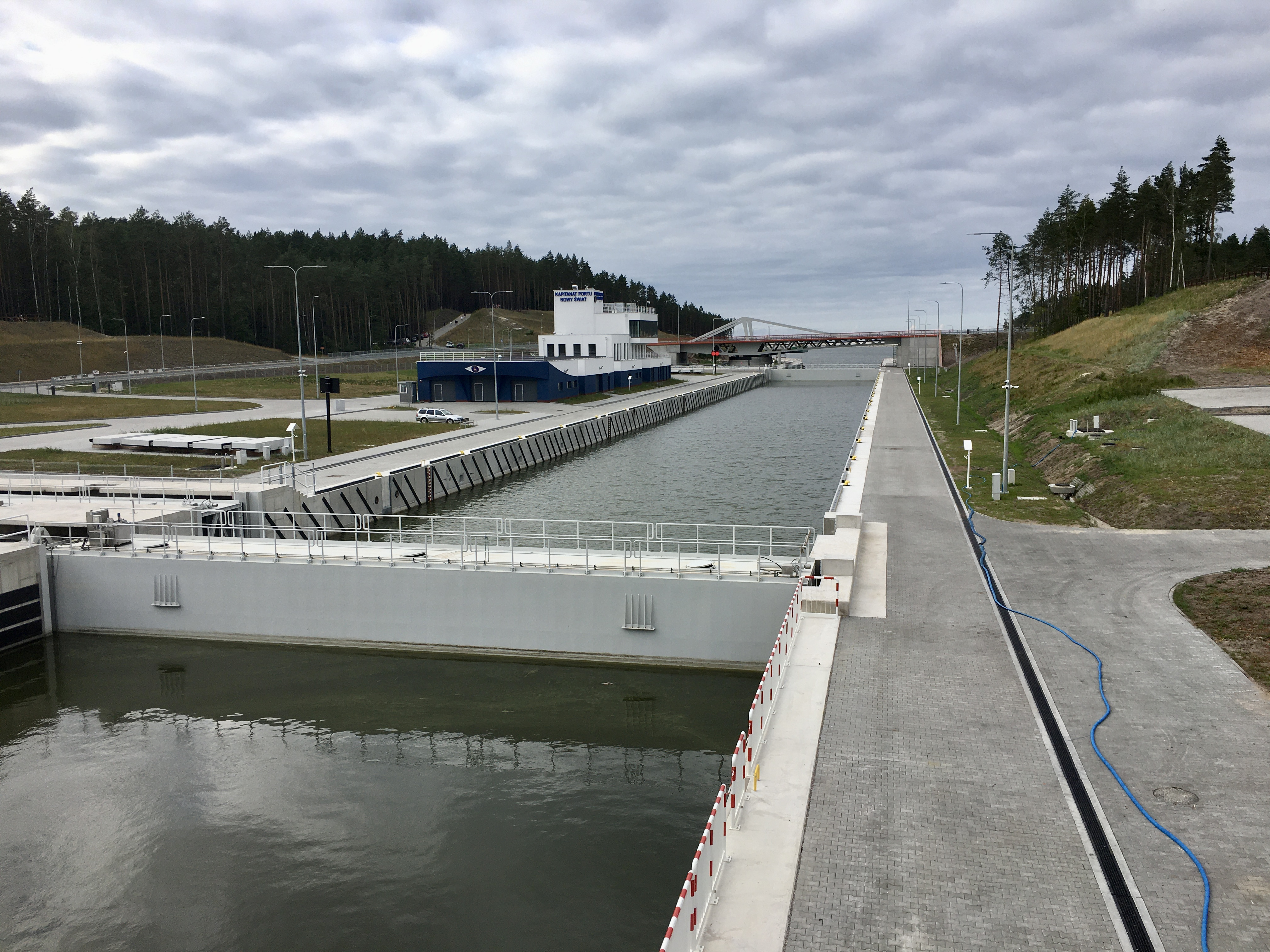
Plavební kanál Nový Svět

Kvůli problémům s proplouváním polských lodí ruskou částí Viselského zálivu na volné moře vybudovalo Polsko 1,3 km dlouhý průplav (Kanał żeglugowy przez Mierzeję Wiślaną) mezi obcemi Skwroniki a Przebrno s mořským přístavem Nový svět (polsky Nowy Świat). Průplav byl otevřen 17. září 2022 při 83. výročí vpádu sovětských vojsk do Polska a umožní proplutí z přístavu Elbląg na volné moře. Umožní průjezd lodím do délky 100 metrů, šířky maximálně 20 metrů a s ponorem do 5 metrů. Lodě ušetří 100 km a 9 hodin cesty.

## Ruská část kosy
Většina ruské části kosy je neobydlená. Jediné obydlené místo se nachází na samé špici kosy, administrativně se jedná o část města Baltijsku. Díky poloze Kaliningradské oblasti tak jde o nejzápadněji položené ruské sídlo. Spojení s vlastním městem zajišťuje trajekt.
Asi 1,5 km před státní hranicí s Polskem se nacházejí zátarasy znemožňující další pohyb na západ. Mezi zátarasy a linií hranice operuje ruská pohraniční stráž.

## Fotogalerie

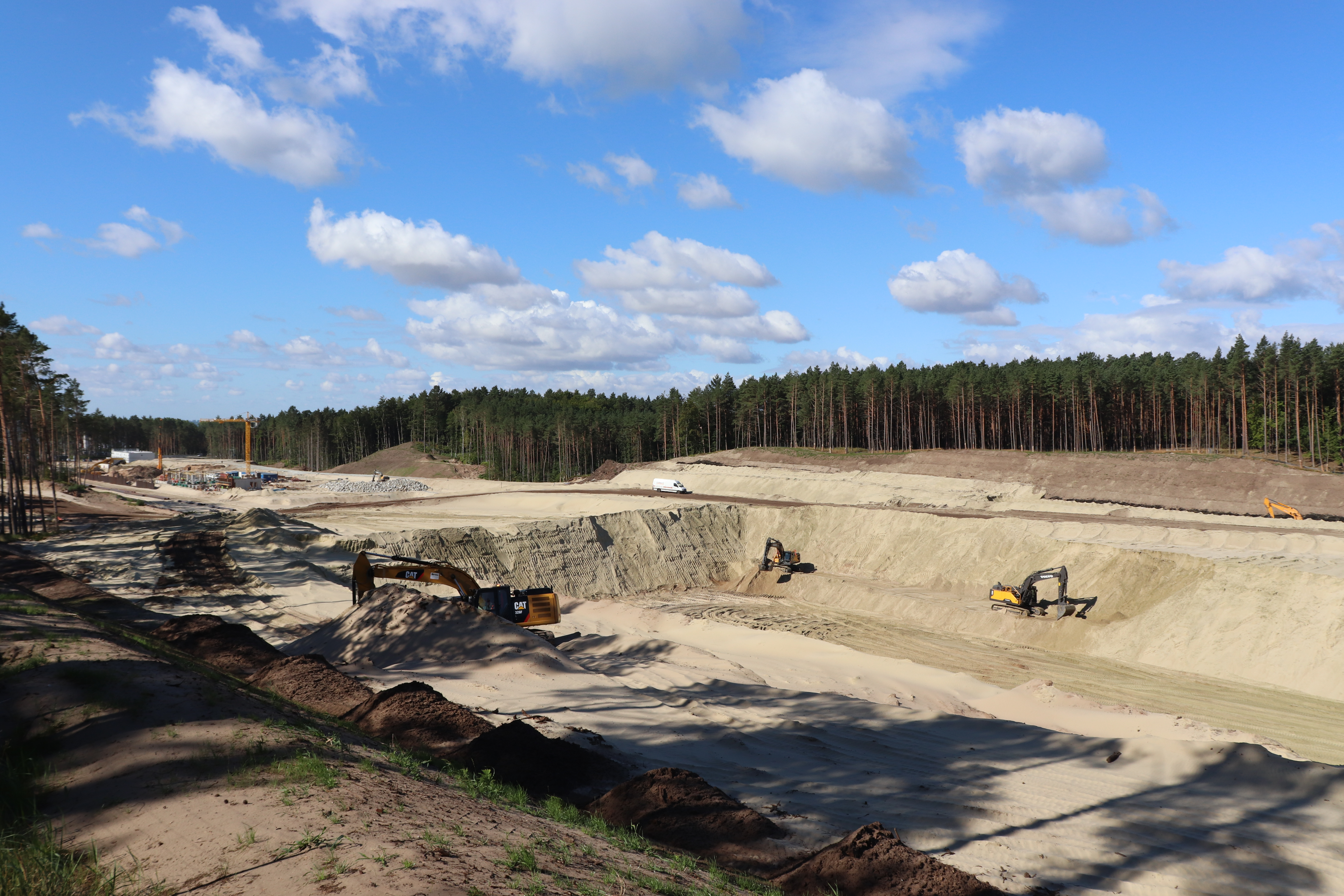
Výstavba průplavu
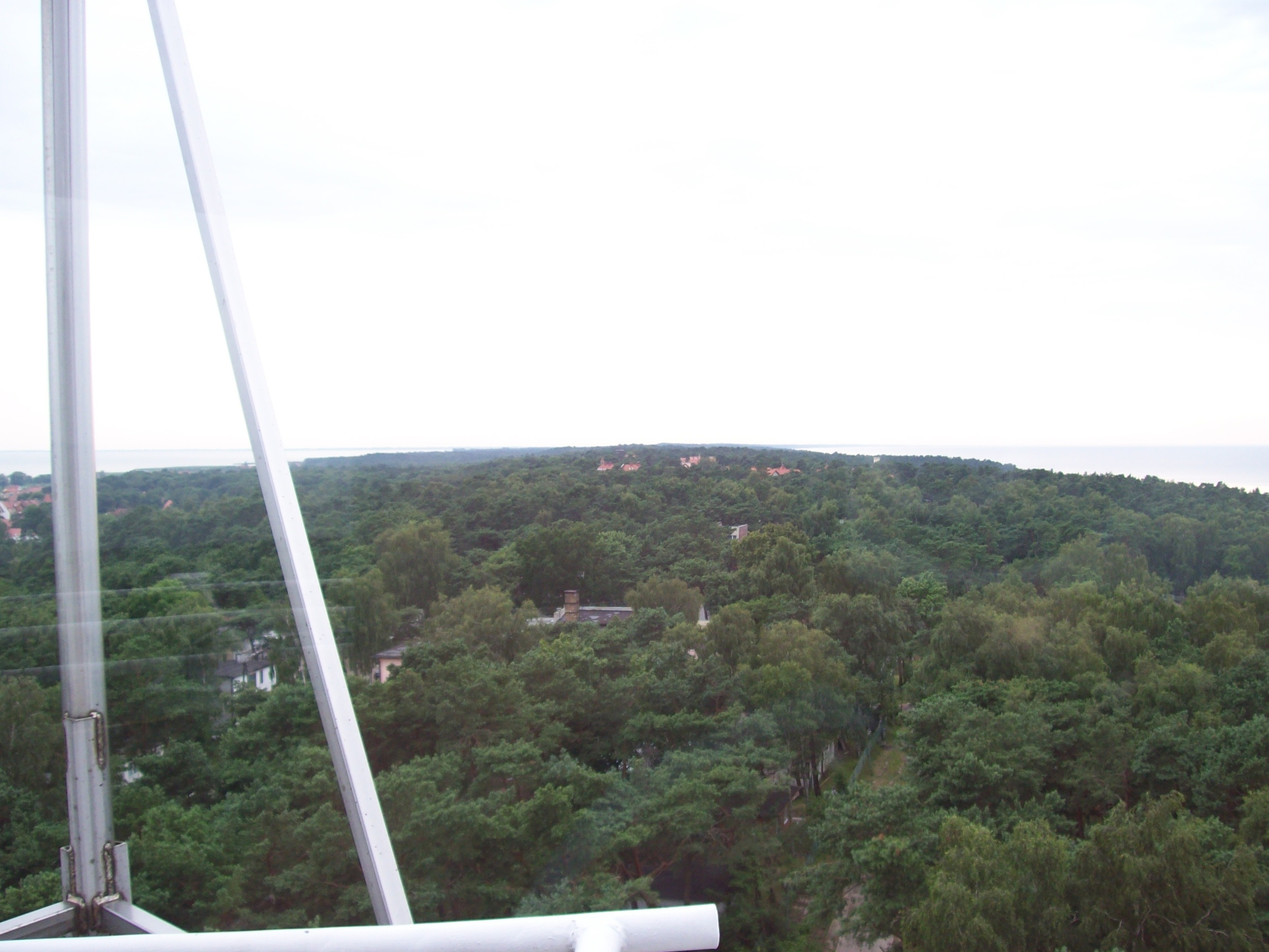
Západní část Viselské kosy – pohled z majáku Krynica Morska
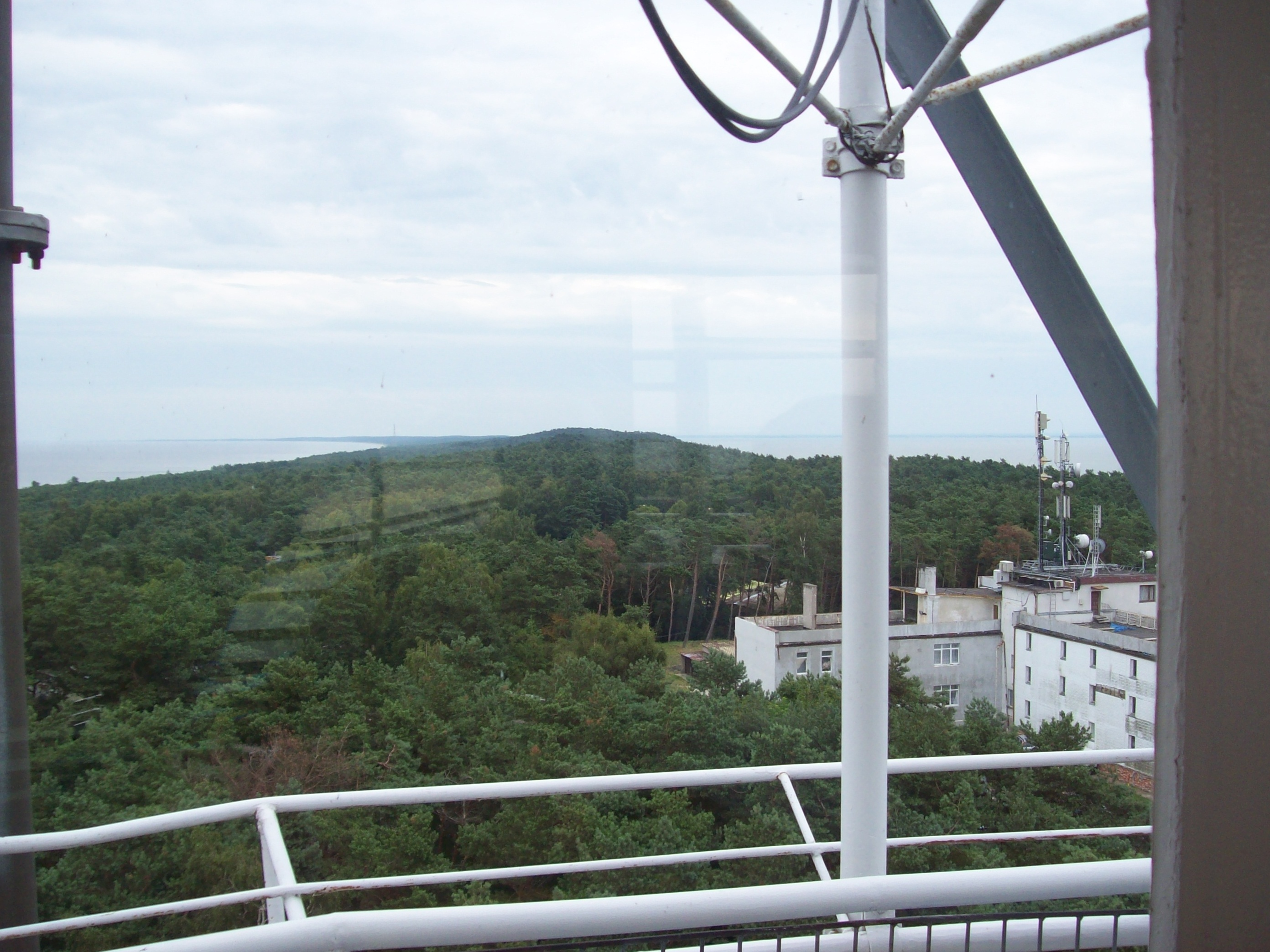
Východní část Viselské kosy – pohled z téhož místa
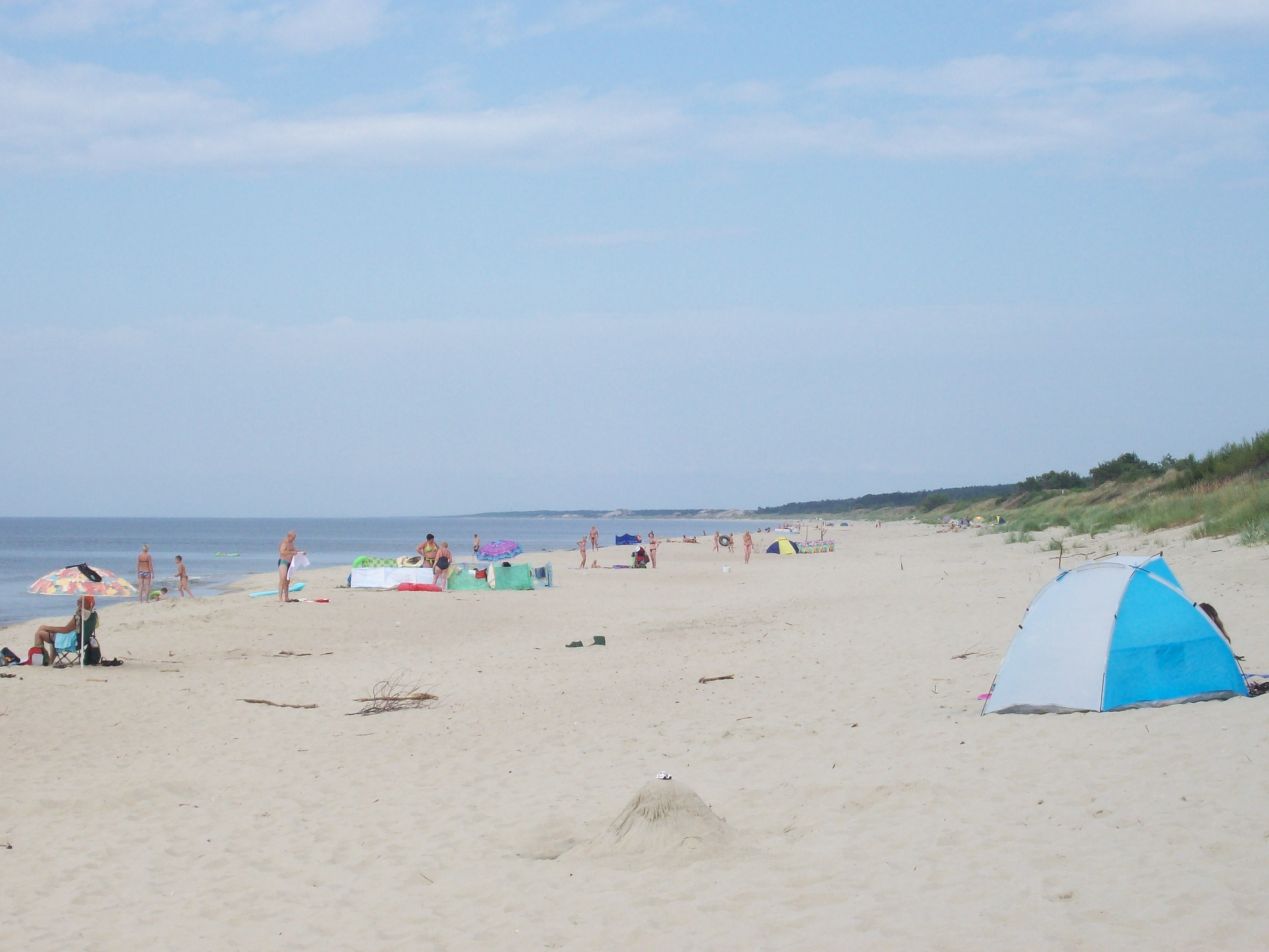
Pláž na severním pobřeží polské části kosy (Piaski)
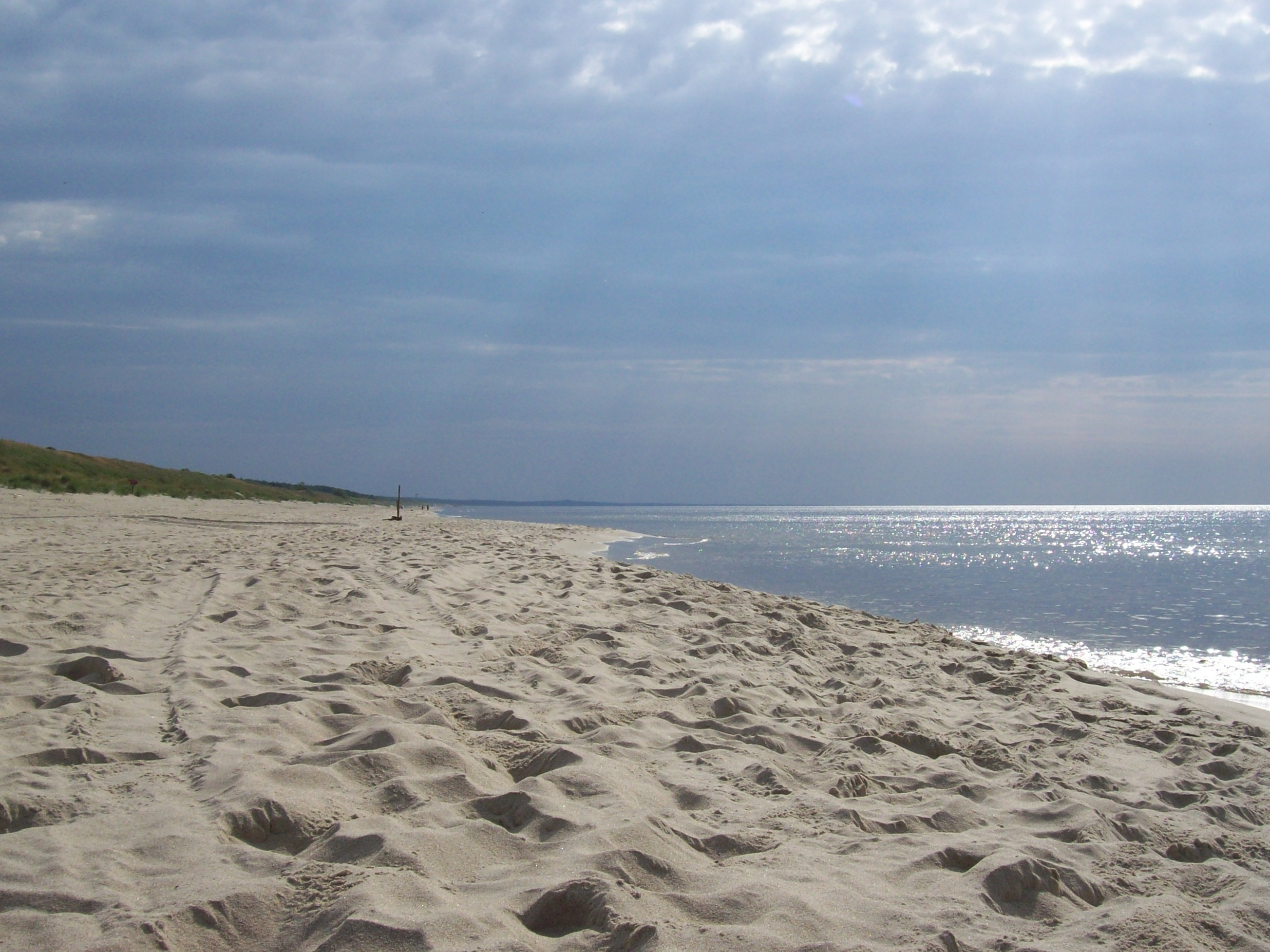
Pláž v blízkosti polsko-ruské státní hranice
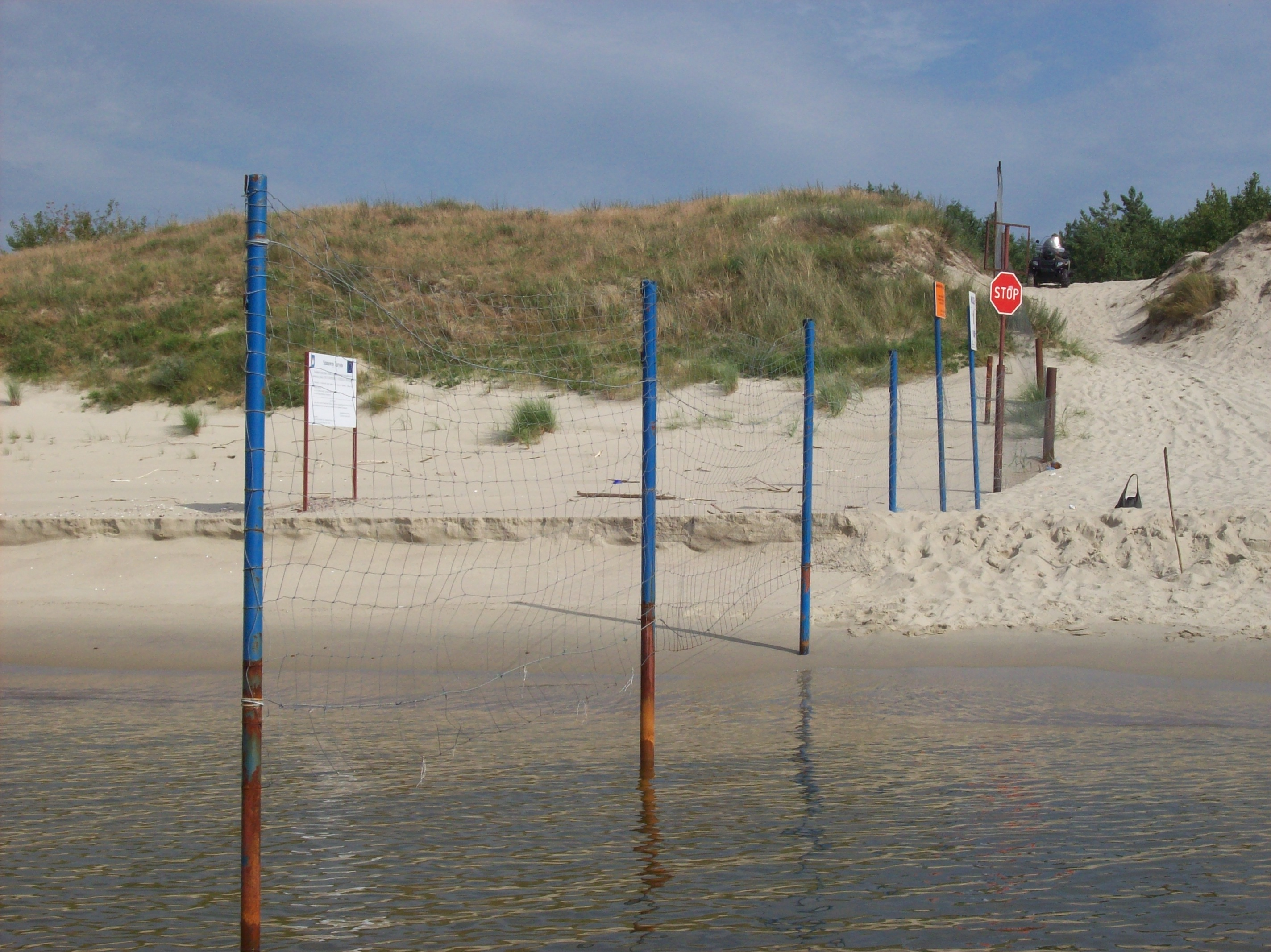
Zábrany nacházející se na polské straně asi 300 m před státní hranicí
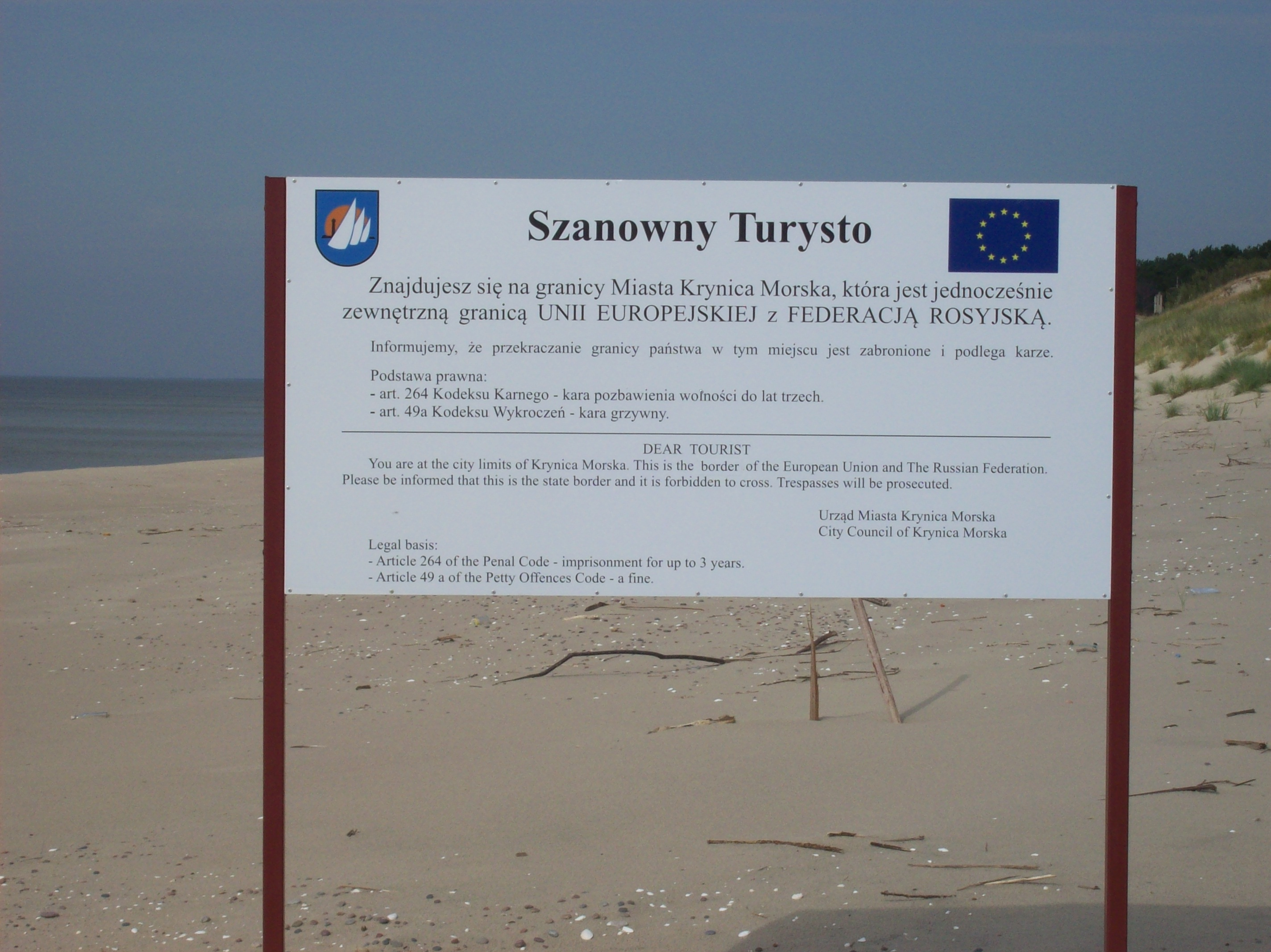
Detail informační tabule
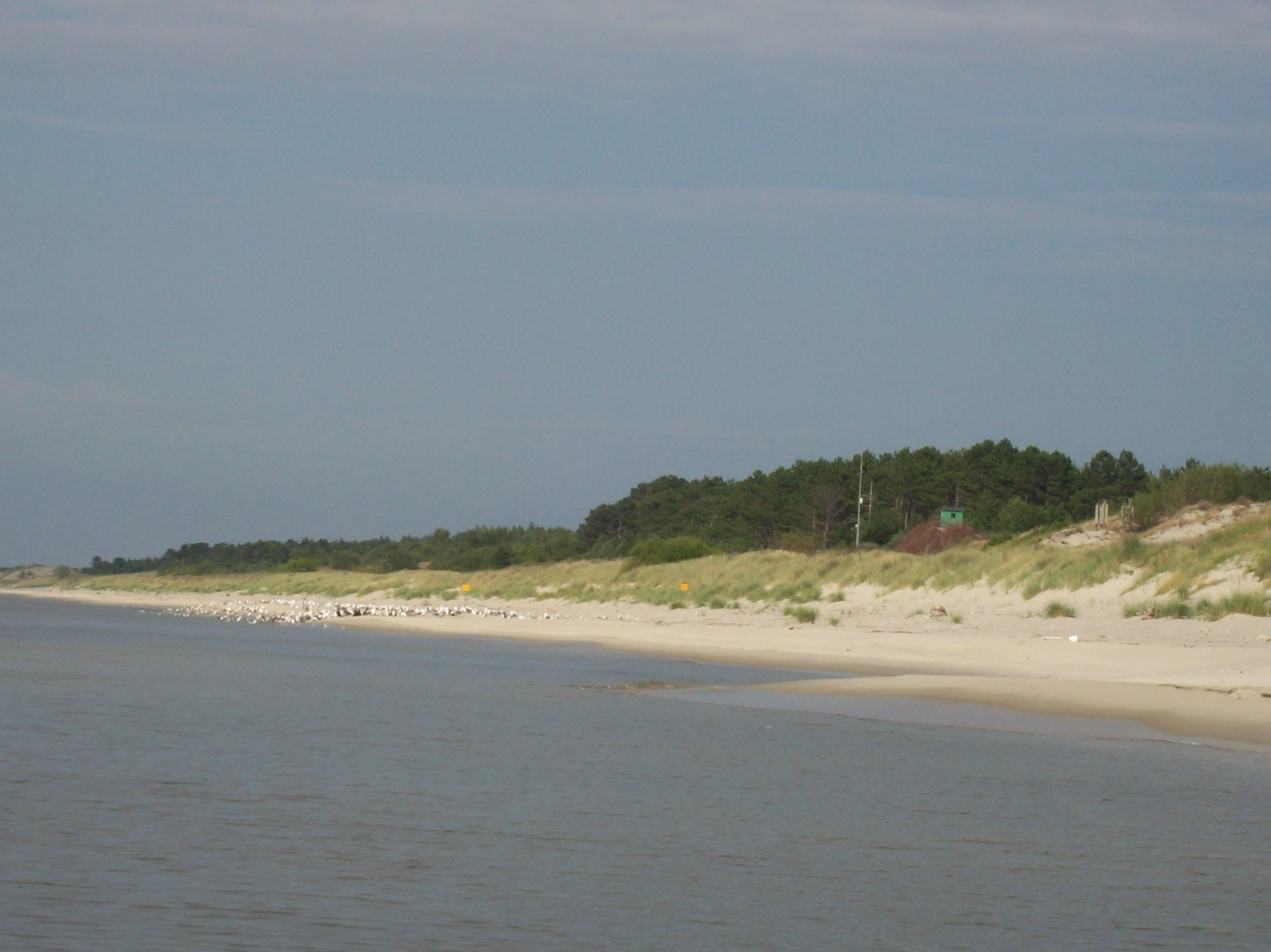
Státní hranice mezi Polskem a Ruskem